# Felipe de Suabia
Felipe de Suabia, en alemán Philipp von Schwaben (1177/1179-Bamberg, 21 de junio de 1208) fue un príncipe de la Casa de Hohenstaufen, además de obispo elector de Wurzburgo entre 1190 y 1191, margrave de Toscana entre 1195 y 1197, duque de Suabia entre 1196 y 1208 y el Rey de los alemanes desde 1198 hasta 1208. Fue el primer rey de los alemanes que fue asesinado.

## Biografía
Felipe era el quinto y último hijo del emperador Federico I Barbarroja y de Beatriz de Borgoña, hija del conde Reginaldo III de Borgoña, y hermano del emperador Enrique VI. Entró en el clero, se hizo rector de Aquisgrán, y en 1190 o 1191 fue elegido obispo de Wurzburgo. Después de haber acompañado a su hermano Enrique a Italia en 1191, Felipe abandonó la carrera eclesiástica y, al viajar de nuevo a Italia, fue hecho duque de Toscana en 1195, recibiendo una extensa concesión de tierras. En su séquito en Italia estaba el Minnesänger Bernger von Horheim.
En 1196 Felipe obtuvo el título de Duque de Suabia al morir su hermano Conrado II, y en mayo de 1197 se casó con la reina viuda de Sicilia, Irene Ángelo, hija del emperador bizantino Isaac II Ángelo y viuda del rey Roger III de Sicilia, una dama que fue descrita por Walther von der Vogelweide como la rosa sin espinas, la paloma sin malicia.
Felipe disfrutó en gran medida de la confianza de su hermano y parece haber sido designado como tutor del joven hijo de Enrique VI, Federico, después el emperador Federico II Hohenstaufen, en caso de la muerte prematura de su padre. En 1197 había salido a buscar a Federico a Sicilia para su coronación como Rey de los alemanes cuando se enteró de que había fallecido el emperador y regresó de inmediato a Alemania. Parece que quiso defender los intereses de su sobrino y sofocar el desorden que se produjo a la muerte de Enrique VI, pero fue superado por los acontecimientos. Fue creciendo la hostilidad hacia el reinado de un niño, y después de que Felipe hubiera sido elegido como defensor del imperio durante la minoría de Federico, consintió su propia elección. Fue elegido rey de Alemania en Mühlhausen el 8 de marzo de 1198 y coronado en Maguncia el 8 de septiembre del mismo año.
Mientras tanto, una serie de príncipes hostiles a Felipe, bajo la dirección de Adolfo de Altena, Arzobispo de Colonia, habían elegido a un antirrey en la persona de Otón, el segundo hijo de Enrique el León, duque de Sajonia. En la guerra que estalló seguidamente, Felipe encontró su principal apoyo en el sur de Alemania, que reunió con un éxito considerable. En 1199 recibió nuevas adhesiones a su partido y llevó la guerra al territorio de su oponente, aunque no pudo obtener el apoyo del Papa Inocencio III y sólo fue asistido débilmente por su aliado el rey Felipe II de Francia. El año siguiente fue menos favorable a sus armas, y en marzo de 1201 Inocencio dio el paso decisivo para proscribir a Felipe y sus aliados, y comenzó a trabajar enérgicamente en favor de Otón.
En ese año de 1201, Felipe recibió la visita de su primo Bonifacio de Montferrato, el líder de la Cuarta Cruzada. Aunque se desconocen las razones exactas de Bonifacio para reunirse con Felipe, en la corte de Felipe II también se reunió con Alejo IV Ángelo, cuñado de Felipe. Alejo IV convenció a Bonifacio de Montferrato, y más tarde a los venecianos, de que desviaran la cruzada a Constantinopla y restauraran a Isaac II en el trono, ya que había sido depuesto recientemente por Alejo III, el tío de Alejo y de Irene.
Los dos años siguientes fueron aún más desfavorables para Felipe. Otón, con la ayuda del rey Otakar I de Bohemia, y Hermann I Landgrave de Turingia, lo llevó desde el norte de Alemania, lo que lo impulsó a buscar mediante concesiones lamentables la reconciliación con Inocencio, pero sin lograrlo. La sumisión de Hermann de Turingia a Felipe en 1204 marca el punto de inflexión de su fortuna, y pronto se alió con Adolfo de Altena y Enrique I de Brabante.

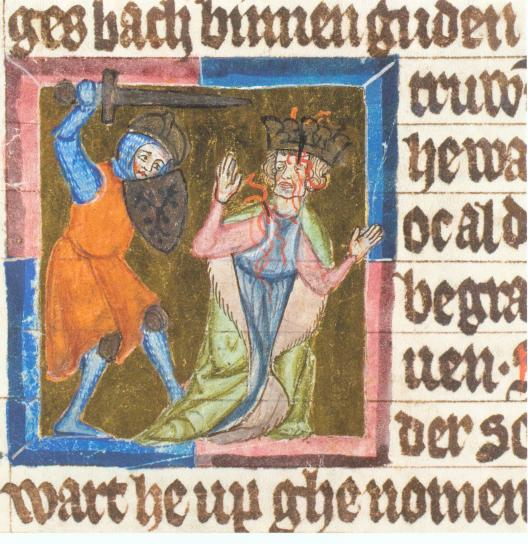
Asesinato de Felipe de Suabia

El 6 de enero de 1205 fue coronado de nuevo con gran pompa por Adolfo en Aquisgrán, aunque la guerra no concluyó prácticamente hasta 1207, cuando hizo su entrada en Colonia. Un mes o dos más tarde Felipe fue liberado de la prohibición papal, y en marzo de  1208 parece probable que se firmara un tratado en el que se acordaba que un sobrino del papa se casase con una de las hijas de Felipe y recibiera el disputado ducado de Toscana. Felipe estaba preparándose para aplastar la última chispa de la rebelión de Brunswick-Luneburgo cuando fue asesinado en Bamberg, el 21 de junio de 1208, por el conde Otón VIII de Wittelsbach, conde palatino de Baviera. Otón, ya conocido por su carácter inestable, cayó en cólera cuando se enteró de que su compromiso con Gertrudis de Silesia había sido disuelto por su padre, el duque Enrique I el Barbudo de la Baja Silesia. Enrique fue informado al parecer de las tendencias crueles del Wittelsbach y, en un acto de preocupación por su hija, decidió dar por terminado el contrato de matrimonio. Otón procedió a culpar a Felipe, sin motivos, por otra alianza matrimonial rechazada (el primero era la propia hija de Felipe, Beatriz) y juró venganza contra el rey alemán, que culminó en el asesinato en Bamberg. Otón murió en marzo de 1209.
Felipe era un hombre valiente y guapo, y los escritores contemporáneos, entre los que se encontraba Walther von der Vogelweide, alaban su dulzura y generosidad.

## Descendencia
Casado con la princesa bizantina Irene Ángelo, hija de Isaac II Ángelo, Emperador de Constantinopla, tuvieron cuatro hijas y dos hijos:
- Beatriz de Suabia (1198-11 de agosto de 1212), casada con Otón IV, murió sin descendencia;
- Cunegunda de Suabia (1200-1248), casada con el rey Wenceslao I, rey de Bohemia, con quien tuvo cinco hijos;
- María de Suabia (3 de abril de 1201-29 de marzo de 1235), casada con Enrique II, duque de Brabante, con quien tuvo cinco hijos;
- Beatriz de Suabia (1203-1235), casada con Fernando III de Castilla, llamado el Santo, con quien tuvo descendencia;
- Reinaldo, muerto en la infancia;
- Federico, muerto en la infancia.

## Sucesión
| Predecesor: Enrique VI | Rey de romanos 1198-1208  | Sucesor: Otón IV |
| Predecesor: Conrado II | Duque de Suabia 1196-1208 | Sucesor: Otón IV |